# Ursus americanus pugnax
El oso negro de Dall (Ursus americanus pugnax) es una subespecie de  mamíferos carnívoros  de la familia Ursidae.

## Alimentación
Omnívoro con una dieta que comprende vegetación, bayas, piñones, insectos, probablemente pequeños mamíferos y carroña cuando los encuentra. Salmón  salmones ( Oncorhynchus) durante la corrida de desove. También puede tomar pescado de los lagos.

## Distribución geográfica
Se encuentra en el Archipiélago Alexander (Alaska, los Estados Unidos).

## Comportamiento
Los osos de Dall suelen hibernar hasta cinco meses, y suelen emerger en abril o mayo. Las hembras preñadas dan a luz en la guarida, por lo general a dos o tres cachorros en enero o febrero. Permanecerán con su madre durante aproximadamente un año y medio, tiempo durante el cual ella no volverá a quedar embarazada. Parece probable que las mayores amenazas para estos osos sean las industrias maderera y de extracción de piedra caliza.